# Ono no Komachi

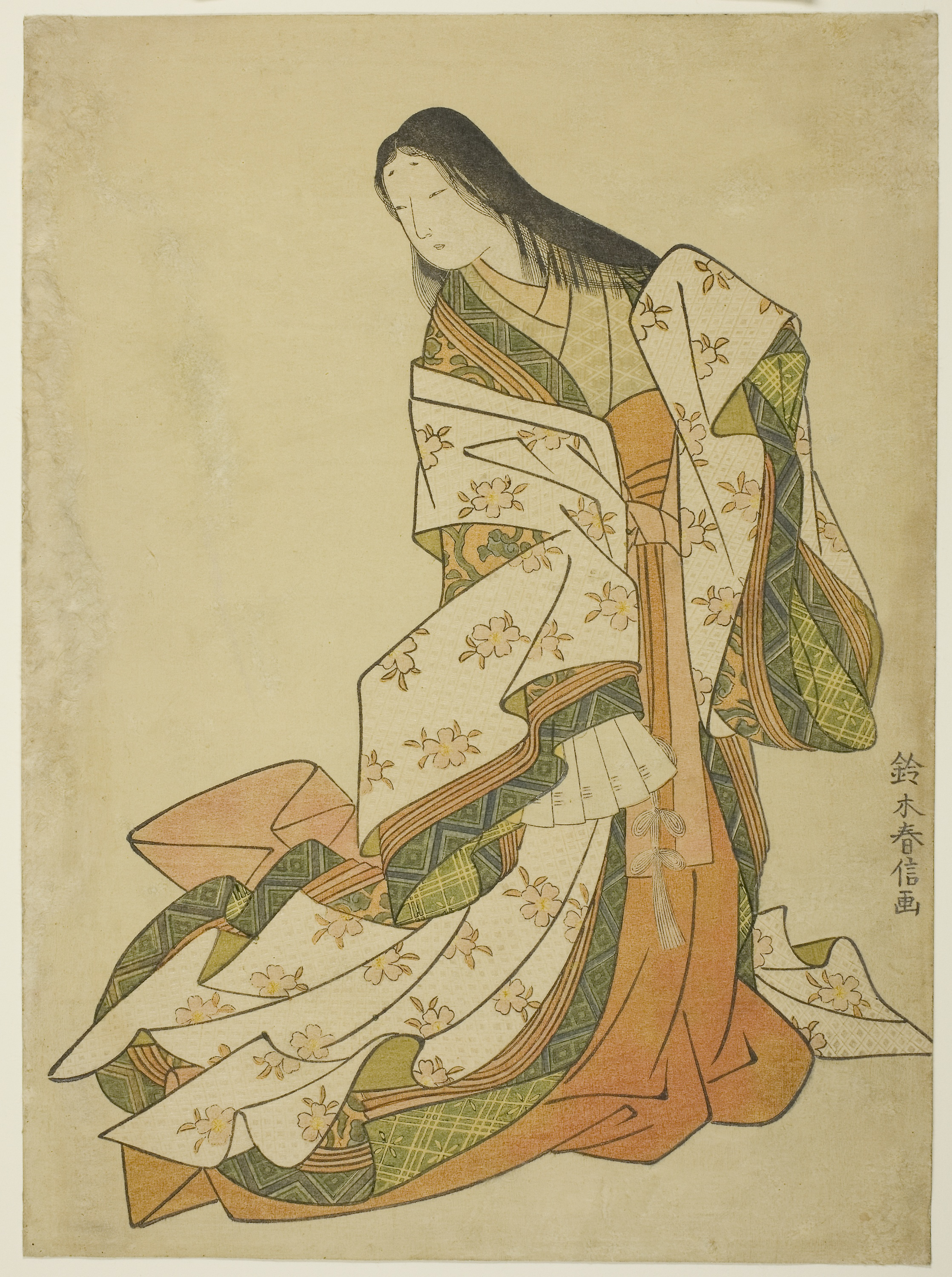
Ono no Komachi von Suzuki Harunobu

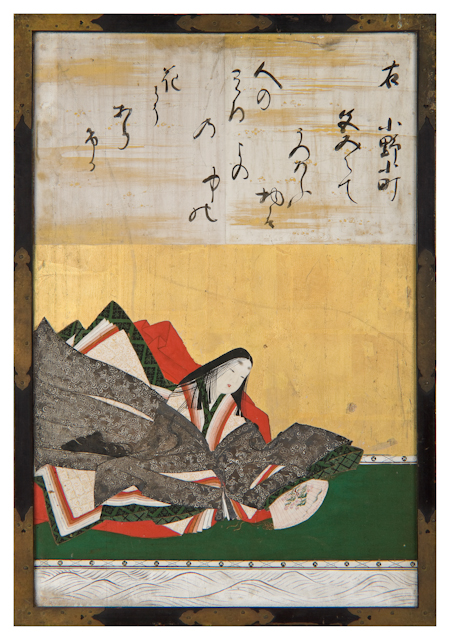
Ono no Komachi, Gemälde von Kanō Tan’yū, 1648

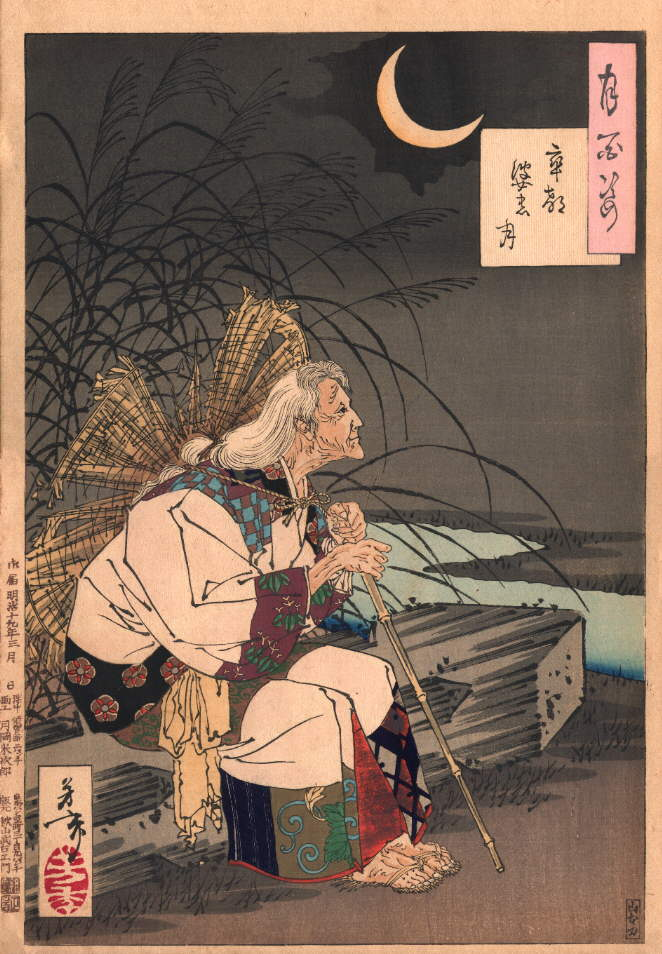
Ono no Komachi als alte Frau, Holzschnitt von Tsukioka Yoshitoshi

Ono no Komachi (jap. 小野小町; * ca. 825; † ca. 900) war eine große japanische Dichterin. Ono zählt zu den Sechs Besten Waka-Dichtern der frühen Heian-Zeit, sowie den Sechsunddreißig Unsterblichen der Dichtkunst. Sie galt als außergewöhnlich schön und wurde zum Symbol für weibliche Schönheit in Japan.

## Leben und Legende
Onos Geburtsort und Sterbeort sind nicht sicher bekannt. Eine Überlieferung berichtet, sie sei im Gebiet der heutigen Präfektur Akita als Tochter von Yoshisada, einem Bezirksverwalter von Dewa, geboren worden. Es könnte sein, dass sie am Hof des Kaiser Nimmyō (Regierungszeit 833–850) gelebt hat.
Eine Legende über eine Beziehung mit dem hochstehenden Höfling Fukakusa no Shosho berichtet, Ono habe ihm versprochen, dass sie seine Geliebte würde, wenn er sie hundert Nächte lang besuchen würde. Fukakusa no Shosho besuchte sie jede Nacht bis auf die Letzte, in der er abgehalten wurde. In seiner Verzweiflung wurde er krank und starb. Als Ono davon erfuhr, wurde sie von Trauer überwältigt.

## Werk
Ono verfasste extrem verdichtete und komplexe Liebesgedichte in Waka-Form. Achtzehn ihrer Lieder sind in der ersten kaiserlichen Gedichtsammlung, der Kokin-shū von Kaiser Uda enthalten. Gemäß Kokin-shū zeichnet sich Onos Stil durch „Naivität im alten Sinne“ aus. Die Übersetzung von Onos Werken ist außerordentlich schwierig, da sie virtuos Worte mit mehreren Bedeutungen verwendete, so dass ihre Gedichte, je nachdem welche Wortbedeutung angenommen wird, ganz verschiedenen Sinn ergeben. Um ein Gedicht vollständig wiederzugeben, müssten mehrere Übersetzungen angegeben werden. Folgendes Beispiel stammt aus der Kokin-shū:

„Die liebliche Farbe

der Blüten ist dahin,

zerstört vom fallenden Regen.

Indes ich, zwecklos

die Tage verlebend, den Blick

entschweifen liess ins Leere.“

In der zweiten kaiserlichen Gedichtsammlung, der Gosenshū, sind vier Gedichte Onos enthalten.
Die meisten ihrer Werke handeln von Angst, Einsamkeit und heißblütiger Liebe. Auch Träume sind ein wiederkehrendes Motiv. Blüten und Blütenblätter verwendet sie mehrfach als Metapher für Vergänglichkeit.

## Wirkung
Ono erscheint häufig in der japanischen Literatur, so beispielsweise in den zwei, von Donald Keene übersetzten Nō-Stücken: Sotoba Komachi (卒都婆小町), Sekidera Komachi (関寺小町). Weitere Stücke sind Sōshi-arai Komachi (草紙洗小町), Kayoi Komachi (通小町) und Ōmu Komachi (鸚鵡小町). Diese Werke betrachten Onos Gedichte und Liebesgeschichten, stellen Ono aber auch als alte, einsame Frau dar, die von ihren Liebhabern verlassen als Bettlerin lebt und dennoch gleichzeitig von jungen Liebhabern ihrer Gedichte verehrt wird. Diese Legenden sind durch buddhistisches Gedankengut beeinflusst.
Fujiwara no Teika benutzt eines ihrer 31-silbigen Gedichte als Einleitung für seine, durch das Kartenspiel Uta-Garuta bekannt gewordene, Anthologie von Waka-Gedichten Hyakunin Isshu.
Ihr zu Ehren erhielt die Hochgeschwindigkeitsbahnlinie Akita-Shinkansen den Spitznamen Komachi. Nach ihr benannt wurden weiterhin die Reissorte Akita Komachi, sowie eine limitierte Auflage der Kamera Olympus E-420.
Die britisch-australische Komponistin Vivienne Olive nannte das Kammermusik-Stück …is the flower of the heart of man… von 1985 für Bassflöte nach einem Gedicht von Ono no Komachi.
Ono ist Namensgeberin für das moderne Ein-Frau-Stück Call Me Komachi, verfasst von Christie Nieman. Call Me Komachi wurde in den Jahren von 2003 bis 2006 mit der Schauspielerin Kaori Hamamoto in Australien erfolgreich aufgeführt. Das Stück vergleicht das Leben traditioneller Geishas mit Enjokōsai, bei dem heutige japanische Schulmädchen mit älteren Männern ausgehen und dafür Geschenke annehmen.

### Galerie

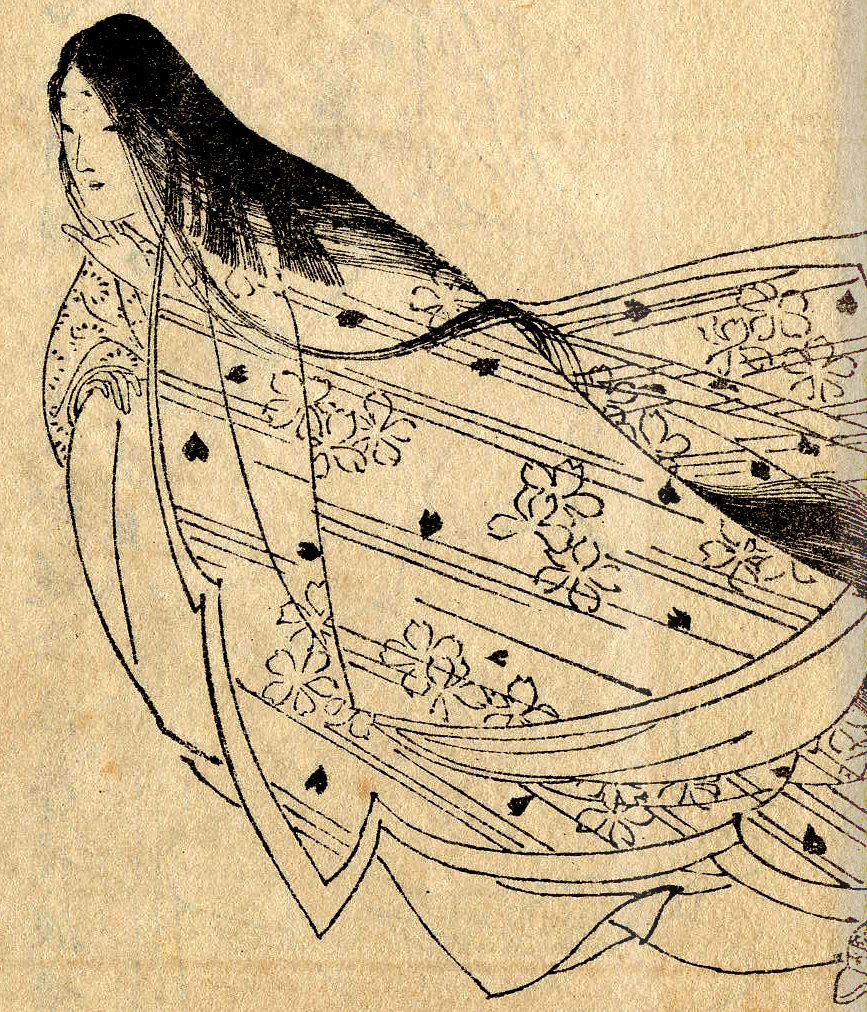
Ono no Komachi gezeichnet von Kikuchi Yōsai